# Remøy
Remøy är en tätort i Herøy kommun i Møre og Romsdal fylke i västra Norge. Orten ligger vid fylkesväg 5876, på den södra sidan av ön Remøya.